# نعمان کریم
نعمان کریم (انگلیسی: Nauman Karim؛ زادهٔ ۴ اوت ۱۹۸۳) بوکسور اهل پاکستان است.